# فوکر اف.۲۲
فوکر اف. ۲۲ (به انگلیسی: Fokker F.XXII) یک هواگرد ساختِ کارخانهٔ فوکر در کشور هلند است. نخستین استفاده‌کنندهٔ این هواگرد کی‌ال‌ام بوده‌است. این هواگرد برای نخستین بار در ۱۹۳۵ میلادی مورد استفاده قرار گرفت.